# Sobral (Ceará)
Sobral, amtlich Município de Sobral, ist eine Stadt im brasilianischen Bundesstaat Ceará mit etwa 193.000 Einwohnern und ist Sitz des Bistums Sobral.

## Söhne und Töchter
- Jerônimo Tomé da Silva (1849–1924), Bischof von Belém do Pará, Erzbischof von São Salvador da Bahia
- Francisco Expedito Lopes (1914–1957), Bischof von Oeiras und Garanhuns
- Jeová Elias Ferreira (* 1961), Bischof von Goiás
- Daniel Sobralense (* 1983), Fußballspieler